# استلی کوپر
استلی کوپر (۲۳ اوت ۱۷۶۸، ۱۲ فوریه ۱۸۴۱) دانشمند در زمینه کالبدشناسی اهل پادشاهی متحد بریتانیای کبیر و ایرلند بود.
وی همچنین برندهٔ جوایزی همچون همکار انجمن سلطنتی و مدال کاپلی شده‌است.